# Liste der Bodendenkmale in Arendsee (Altmark)
In der Liste der Bodendenkmale in Arendsee (Altmark) sind alle Bodendenkmale der Gemeinde Arendsee (Altmark) und ihrer Ortsteile aufgelistet. Grundlage ist die Auflistung von Johannes Schneider aus dem Jahr 1986. Die Baudenkmale sind in der Liste der Kulturdenkmale in Arendsee (Altmark) aufgeführt.
| Denkmal-ID | Fundart | Ortsteil   | Bezeichnung                | Zeitstellung | Lage                                  | Bemerkungen | Bild |
| ---------- | ------- | ---------- | -------------------------- | ------------ | ------------------------------------- | ----------- | ---- |
| ?          |         | Genzien    | Abgetragene Niederungsburg |              | Westlich des Orts ()                  |             |      |
| ?          |         | Kaulitz    | Abgetragene Niederungsburg |              | Westsüdwestlich des Orts ()           |             |      |
| ?          |         | Kleinau    | Steinkreuz                 |              | Straße von Dessau, am Ortsrand (Lage) |             |      |
| ?          |         | Molitz     | Hügelgräber (mindestens 3) |              | Im Wald, nordöstlich des Orts ()      |             |      |
| ?          |         | Ziemendorf | Landwehr                   |              | Nordwestlich des Orts ()              | 1,7 km lang |      |